# Los Bosquecitos
Barrio Los Bosquecitos es un barrio cerrado en el Partido de Brandsen, Provincia de Buenos Aires. Se encuentra al oeste de la Ruta Provincial 215, a la altura del kilómetro 34,5 de dicha ruta, 9 km al nordeste de la localidad de Brandsen.
El tramo de la Ruta 215 hasta La Plata posee doble calzada, y se realizaron gestiones para que se culmine la misma hasta la ciudad de Brandsen. La zona fue designada residencial recién en 2010-

## Población
Según el censo de 2022, el barrio alcanzó los 478 habitantes. En 2010 se habían contabilizado 124 habitantes, lo que representa un incremento del 125% frente a los 55 habitantes (Indec, 2001) del censo anterior. 

## Zonas de interés
El barrio posee varias ubicaciones de interés entre las que destacan:
- Plaza: Ubicada al final de la calle Santa Ana, pudiendo acceder también por la calle paralela al arroyo, posee columpios, pequeñas casas del tamaño de un niño para jugar, toboganes, sube y bajas, una biblioteca de uso público y solidario que está compuesta por libros donados por los vecinos. Los libros pueden ser tomados prestados por quienes lo deseen y deberán ser devueltos. Por último, posee 3 mesas tipo pícnic con una excelente cobertura para datos móviles y llamadas telefónicas (la zona con mejor cobertura del barrio). Además, al estar ubicada junto al arroyo San Luis, es ideal para quienes disfrutan de actividades como la pesca o kayaks.
- Calle paralela al arroyo: La continuación de la calle La Alicia realiza un recorrido que en gran parte se encuentra en paralelo al arroyo San Luis. A lo largo de esta se encuentran varios puntos de interés como el circuito de motocross, una bajada al río, la plaza, un sitio de pícnic rodeado de bosque con troncos para sentarse y casi todo el recorrido posee un ambiente rodeado de bosque.
- Circuito de Motocross: En el interior del barrio se encuentra un circuito de Motocross de pequeño tamaño, con algunos saltos y giros cerrados. También hay otro de un tamaño mucho mayor del lado de afuera pero se encuentra fuera de las vayas de seguridad del barrio.
- Vías abandonadas: Cuando el arroyo se encuentra bajo o seco, es posible cruzar al otro lado, donde se pueden encontrar las vías de tren abandonadas del ramal Brandsen-Ringuelet. Si caminamos por ellas hacia el oeste, se podrá llegar al cruce de vías de la estación Coronel Brandsen, donde actualmente operan el ramal Alejandro Korn-Chascomús y el tren a Mar del Plata, siendo la primera parada de este desde su salida en constitución. Si nos dirigimos hacia el oeste, a unos 5 kilómetros llegaremos a la estación de tren abandonada de Gómez.

## Transporte
Las líneas de colectivos que pasan por la ruta 215 y abastecen este barrio son
| Línea   | Empresa propietaria   | Cabeceras                                    |
| ------- | --------------------- | -------------------------------------------- |
| 290     | Unión Platense S.R.L. | La Plata -Brandsen -Monte -Las Flores        |
| 340     | Unión Platense S.R.L. | La Plata, Brandsen , Ranchos, Gral. Belgrano |
| 500     | Empresa Santa Rita    | Brandsen - Gómez                             |
| Charter | Empresa Santa Rita    | Brandsen-Obelisco                            |

## Imágenes del barrio Los Bosquecitos

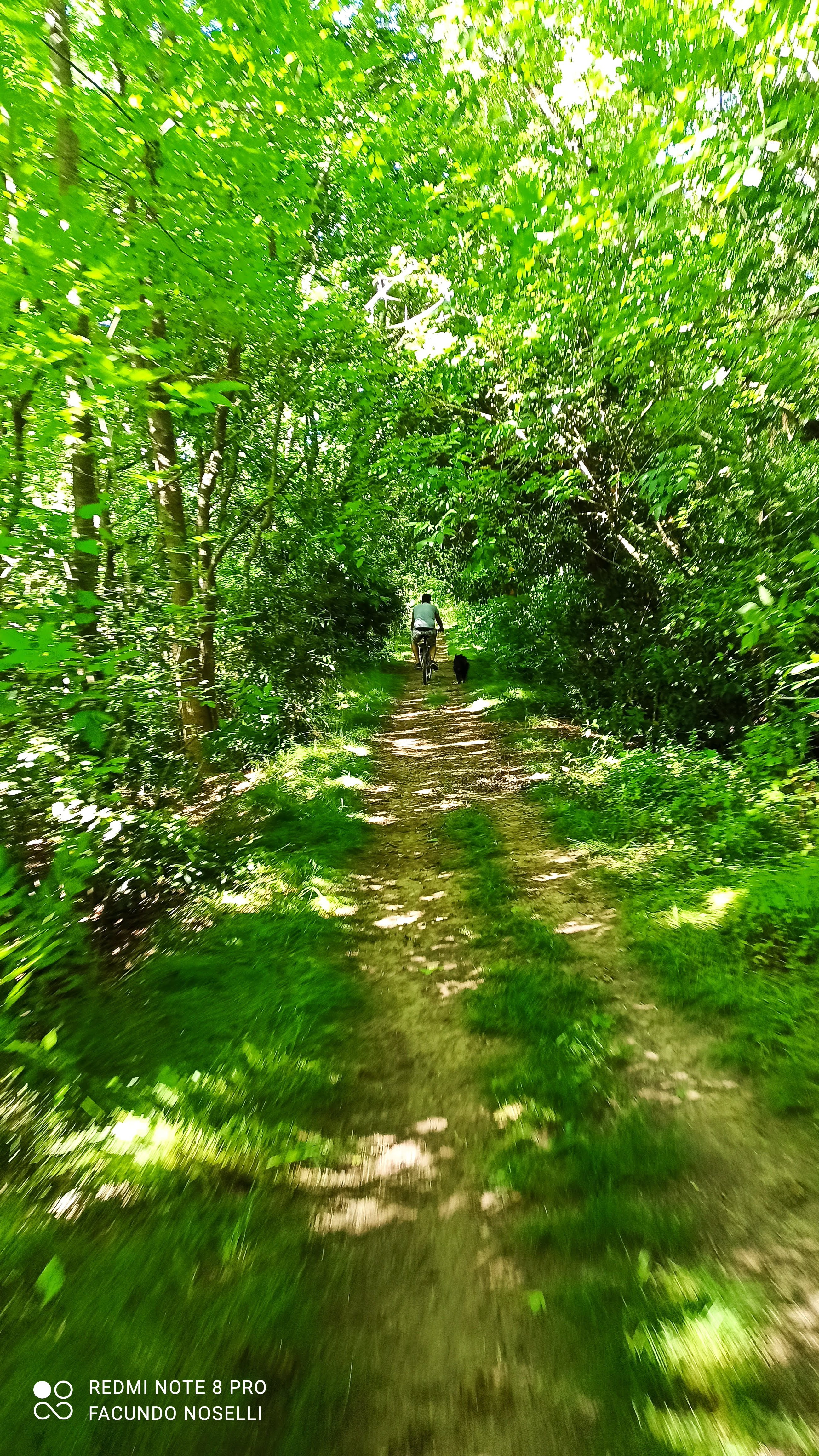
Calle paralela al arroyo durante el verano